# Loretta Goggi Collection
Loretta Goggi Collection è una raccolta di Loretta Goggi, pubblicata nel 2000.

## Descrizione
L'album raccoglie 39 brani dalla discografia di Loretta Goggi, incisi tra il 1975 ed il 1991, nel periodo in cui la cantante era sotto contratto con le etichette CGD, WEA Italiana e Fonit Cetra escludendo quindi il periodo Durium.
Il disco è stato promosso e realizzato dal giornalista ed autore televisivo Paolo Piccioli, e pubblicato in un'unica edizione in doppio CD, con il numero di catalogo 8573 85708-2; successivamente è stato pubblicato anche come download digitale e sulle piattaforme streaming.
La raccolta è ricca di brani mai apparsi prima su album, tra cui molte b-sides dei 45 giri di Loretta: Mi solletica l'idea, Dispari, Segreti e Un bacio, più altri brani completamente inediti su disco come Gnam Gnam, brano scritto da Cristiano Malgioglio per l'album Il mio prossimo amore ma poi scartato dalla tracklist finale, ed Hello Goggi, sigla della trasmissione omonima. 
Nella compilation vengono inclusi anche tre singoli pubblicati fino a quel momento solamente su 45 giri: Loretta con la "O", Una notte così e Un amore grande.

## Tracce
1. Maledetta primavera
2. Dirtelo, non dirtelo
3. Io nascerò
4. Il mio uomo
5. Il mio prossimo amore
6. La notte
7. È meglio ridere
8. Notte all'opera
9. Notti d'agosto
10. Oceano
11. Monsieur Voulez Vous Dancer
12. Da qui
13. Cammino Fra La Pioggia
14. Se mi sposerò
15. Mi solletica l'idea
16. Voglia (con Daniela Goggi)
17. Dispari
18. Segreti
19. Gnam Gnam
20. Un amore grande
21. Ancora innamorati
22. Pieno d'amore
23. L'aria del sabato sera
24. Una notte così
25. C'è poesia
26. Ma prima o poi
27. E pensare che ti amo
28. Solo un'amica
29. E mi piaci tu
30. Ce stanno altre cose
31. Ma chi sei
32. Un bacio
33. Storie all'italiana
34. Ti voglio non ti voglio
35. Loretta Con La "O"
36. Domani (con Daniela Goggi)
37. Donna io donna tu
38. Notte matta
39. Hello Goggi